# Snyder contra Phelps
Snyder contra Phelps, 562 US 443 (2011), fue una decisión histórica de la Corte Suprema de los EE. UU. que dictaminó que el discurso sobre un asunto de interés público, en una calle pública, no puede ser la base de responsabilidad por un agravio de angustia emocional, incluso en las circunstancias que el discurso es visto o interpretado como "ofensivo" o "escandaloso".
El caso planteó la cuestión de si la Primera Enmienda protegía o no a los manifestantes públicos en un funeral contra reclamos de angustia emocional, más conocida como responsabilidad extracontractual. Involucró un reclamo de imposición intencional de angustia emocional, reclamado por Albert Snyder, un hombre cuyo hijo Matthew Snyder, un miembro de la marina de EE.UU, fue asesinado durante la guerra de Irak. El reclamo se hizo en respuesta a las acciones de la familia Phelps, así como de la Iglesia Bautista de Westboro (WBC), quienes también estuvieron presentes en los piquetes del funeral. El Tribunal falló a favor de Phelps en una decisión de 8-1, determinando que su discurso relacionado con un tema público estaba completamente protegido y no podía evitarse ya que estaba en propiedad pública.

## Antecedentes

### Incidente
El 3 de marzo de 2006, el Cabo Lance de la Marina de los EE.UU Matthew A. Snyder murió en un accidente de vehículo no relacionado con el combate en Irak. El 10 de marzo, la Iglesia Bautista de Westboro (WBC) formó piquetes en el funeral de Snyder en Westminster, Maryland, como lo había hecho en miles de otros funerales en los EE. UU. en protesta por lo que consideraban un aumento de los derechos LGBT en los Estados Unidos. Los piqueteros, que estaban ubicados aproximadamente a 1,000 pies de distancia en terrenos públicos, exhibieron carteles como "Dios odia a los EE.UU./Gracias a Dios por el 11 de septiembre", "Estados Unidos está condenado", "No oren por los EE.UU" "Gracias a Dios por los Artefactos Explosivos Improvisados", "Papa en el infierno", "Sacerdotes violan a niños", "Dios odia a los maricones", "Te vas al infierno", "Dios te odia", "Tropas de maricas", "Maricas semper fi" y " Gracias a Dios por los soldados muertos". Los miembros de Patriot Guard Riders, un grupo de motociclistas que separan a los manifestantes del WBC de los que asisten a los funerales militares, estuvieron presentes en apoyo de la familia Snyder. WBC publicó declaraciones en su sitio web que denunciaron a Albert Snyder y su exesposa por criar a su hijo como católico, afirmando que "le enseñaron a Matthew a desafiar a su creador", "lo criaron para el diablo" y "le enseñaron que Dios era un mentiroso".

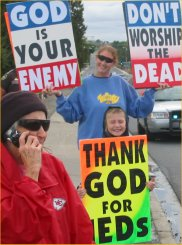
Miembros del WBC haciendo piquetes en un funeral en Yakima, Washington en 2005.

### Tribunal de Distrito de Maryland
Albert Snyder, el padre de Matthew Snyder, demandó a Fred Phelps, a la Iglesia Bautista de Westboro y a dos de las hijas de Phelps, Rebekah Phelps-Davis y Shirley Phelps-Roper, por difamación, intrusión en la reclusión, publicidad dada a la vida privada, imposición intencional de angustia emocional y conspiración civil. Se desestimó el reclamo de difamación que surgió de los comentarios publicados sobre Snyder en el sitio web de WBC, con el argumento de que los contenidos eran "esencialmente la opinión religiosa de Phelps-Roper y no tenderían de manera realista a exponer al demandante al odio o desprecio público". El reclamo de publicidad dada a la vida privada fue desestimado de manera similar ya que los Demandados no hicieron pública información privada: el WBC se enteró de que Snyder estaba divorciado y que su hijo era católico por el obituario del periódico de su hijo. El caso procedió a juicio por los tres cargos restantes.
Los hechos del caso fueron esencialmente indiscutibles en el juicio y Albert Snyder testificó:

"[El WBC] convirtió este funeral en un circo mediático y querían lastimar a mi familia. Querían que se escuchara su mensaje y no les importaba a quién pasaban por encima. Mi hijo debería haber sido enterrado con dignidad, no con un grupo de payasos afuera".

Snyder describió sus lesiones emocionales como: volverse lloroso, enojado y con náuseas físicas hasta el punto de vomitar. Afirmó que los Demandados le habían puesto un "error" en la cabeza, por lo que no podía pensar en su hijo sin pensar en sus acciones, y agregó: "Deseo tanto recordar todas las cosas buenas y hasta ahora, recuerdo lo bueno, pero siempre se convierte en lo malo". Snyder llamó a varios testigos expertos que testificaron que el empeoramiento de su diabetes y depresión severa habían resultado de las actividades de los Demandados.
En su defensa, WBC estableció que habían cumplido con todas las ordenanzas locales y habían obedecido las instrucciones de la policía. El piquete se llevó a cabo en un lugar acordonado por la policía, aproximadamente a 300 m (1000 pies) de la iglesia, desde donde no se podía ver ni escuchar. El Sr. Snyder testificó que, aunque vislumbró la parte superior de los letreros del cortejo fúnebre, no vio su contenido hasta que vio un programa de noticias en la televisión ese mismo día. También indicó que había encontrado las declaraciones del WBC sobre su hijo en su página web de una búsqueda en Google.
En sus instrucciones al jurado, el juez Richard D. Bennett del Tribunal de Distrito de los Estados Unidos para el Distrito de Maryland afirmó que la protección de la libertad de expresión de la Primera Enmienda tiene límites, incluidas declaraciones vulgares, ofensivas e impactantes, y que el jurado debe decidir "si las acciones del acusado serían altamente ofensivas para una persona razonable, si fueron extremas e indignantes y si estas acciones fueron tan ofensivas e impactantes como para no tener derecho a la protección de la Primera Enmienda". WBC buscó sin éxito un juicio nulo basado en supuestas declaraciones perjudiciales hechas por el juez y violaciones de la orden de mordaza por parte del abogado del demandante. El WBC también solicitó una apelación.
El 31 de octubre de 2007, el jurado falló a favor del Demandante y otorgó a Snyder $2,900,000 en daños compensatorios, luego agregó una decisión de otorgar $6,000,000 en daños punitivos por invasión de la privacidad y $2,000,000 adicionales por causar angustia emocional (un total de US$10,900,000 (equivalente a $16,02 en 2023) ). Los Phelps dijeron que a pesar del veredicto, la iglesia continuaría haciendo piquetes en los funerales militares. El 4 de febrero de 2008, Bennett confirmó el veredicto pero redujo los daños punitivos de 8 millones de dólares a 2,1 millones de dólares, para tener en cuenta los recursos de WBC. La sentencia total entonces se situó en US$5,000,000 (equivalente a $7,1 en 2023). Se ordenaron gravámenes judiciales sobre los edificios de la iglesia y la oficina de abogados de Phelps en un intento de garantizar que se pagaran los daños.

### Corte de Apelaciones del Cuarto Circuito
Una apelación de WBC se escuchó el 24 de septiembre de 2009. La Corte de Apelaciones del Cuarto Circuito de los Estados Unidos revocó el veredicto del jurado y anuló la sentencia de $5 millones de la corte inferior. El Cuarto Circuito dictaminó que el tribunal inferior había cometido un error al ordenar al jurado que decidiera una cuestión de derecho en lugar de una cuestión de hecho (específicamente, si el discurso en cuestión estaba o no protegido por la Primera Enmienda). El Cuarto Circuito también dictaminó que los signos de protesta y el lenguaje en el sitio web de WBC eran hipérboles retóricas y expresiones figurativas, en lugar de afirmaciones de hecho, por lo que eran una forma de expresión protegida. El 30 de marzo de 2010, el Tribunal ordenó además a Albert Snyder que pagara las costas procesales de los demandados, por un monto total de $16,510. Personas de todo el país, incluido el comentarista político Bill O'Reilly, acordaron cubrir los costos, en espera de la apelación. O'Reilly también se comprometió a apoyar todos los costos judiciales futuros de Snyder contra la familia Phelps.

### Última apelación

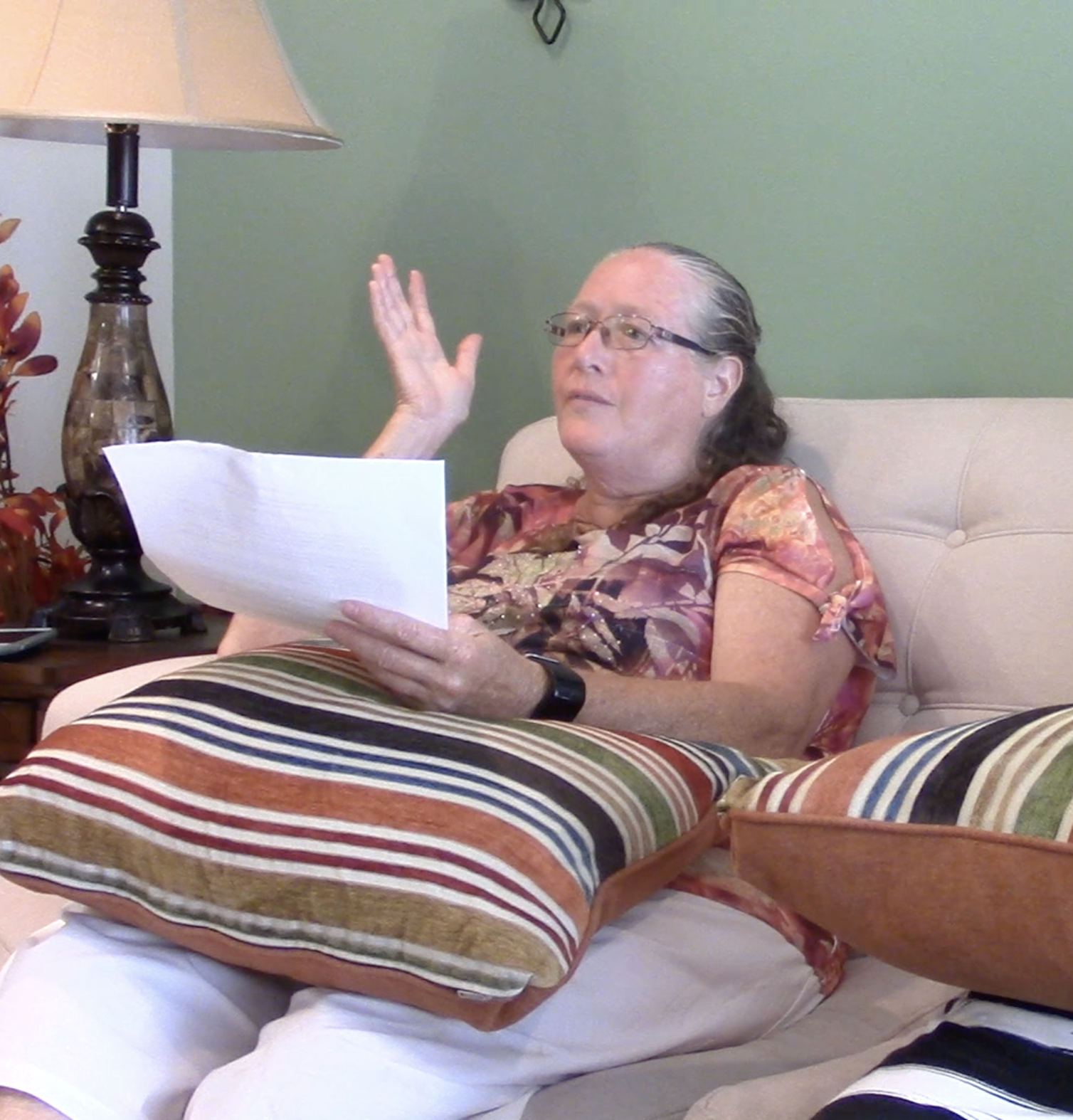
Margie Phelps discutiendo problemas del habla dañinos (recortada)

Se presentó recurso de certiorari el 8 de marzo de 2010. Los argumentos se escucharon a partir del 13 de octubre, representados por tres de las hijas de Phelps, incluida Margie Phelps.

## Cuestiones
Las preguntas presentadas fueron las siguientes:
1. Si la prohibición de otorgar daños a figuras públicas para compensar la inflicción intencional de angustia emocional, según los precedentes de la Primera Enmienda de la Corte Suprema, se aplica a un caso que involucra a dos personas privadas con respecto a un asunto privado.
2. Si la libertad de expresión garantizada por la Primera Enmienda triunfa sobre la libertad de religión y reunión pacífica.
3. Si una persona que asiste al funeral de un miembro de la familia constituye una "audiencia cautiva" que tiene derecho a la protección estatal contra comunicaciones no deseadas.

## Bragas
Varias organizaciones de noticias y de derechos civiles presentaron escritos amicus curiae en apoyo de Phelps, incluida la Unión Estadounidense de Libertades Civiles, el Comité de Reporteros para la Libertad de Prensa y otras veintiuna organizaciones de medios, incluida la Radio Pública Nacional, Bloomberg LP, la Associated Press, la Asociación de Periódicos de América, y otros.
Se presentaron otros escritos a favor de Snyder, incluido uno de los líderes de la mayoría y la minoría del Senado, Mitch McConnell y Harry Reid, y otros cuarenta miembros del Senado de los Estados Unidos. Varios grupos de veteranos, incluidos los Veteranos de Guerras Extranjeras y la Legión Estadounidense, el Centro y Clínica de Apoyo Legal para Veteranos John Marshall, y otro de Kansas al que se unió el Distrito de Columbia y todos los demás Estado excepto Delaware y Maine.

## Decisión

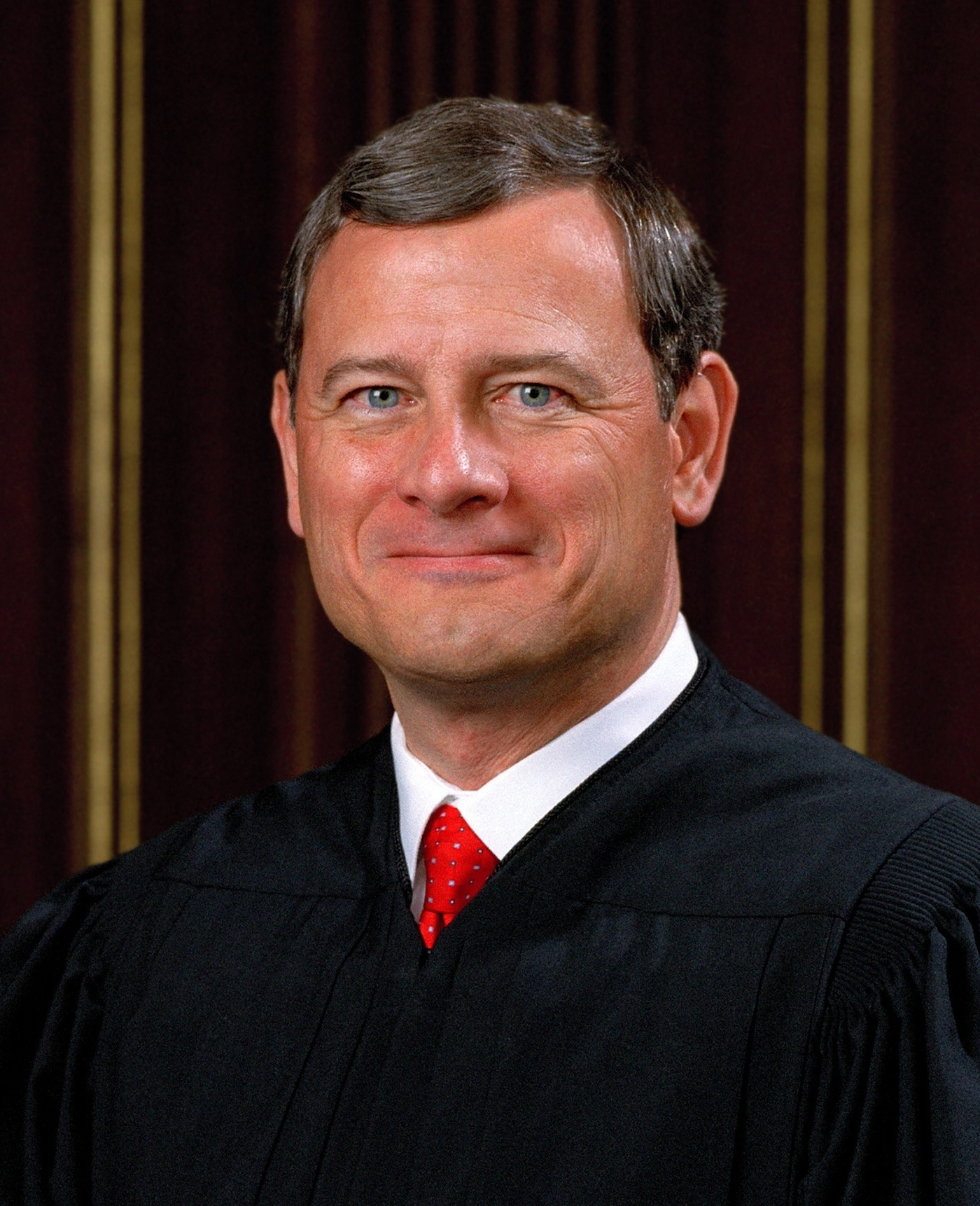
El presidente del Tribunal Supremo, John Roberts, escribió la opinión de la mayoría.

En una decisión de 8 a 1, la Corte Suprema falló a favor de Phelps y confirmó la decisión del Cuarto Circuito. El Presidente del Tribunal Supremo John Roberts (como en el caso Stevens) escribió la opinión de la mayoría afirmando que "Lo que dijo Westboro, en todo el contexto de cómo y dónde eligió decirlo, tiene derecho a 'protección especial' bajo la Primera Enmienda y esa protección no puede ser superado por un jurado que encuentra que los piquetes fueron escandalosos".
La opinión de la corte también indicó que el servicio conmemorativo no fue perturbado, diciendo: "Westboro se mantuvo bastante alejado del servicio conmemorativo, Snyder no pudo ver más que la parte superior de los carteles de los piqueteros, y no hay indicios de que los piquetes interfirieran con el propio servicio funerario". La decisión también se negó a expandir la "doctrina de la audiencia cautiva", diciendo que Snyder no estaba en un estado en el que fuera obligado a escuchar el discurso negativo.
El juez Stephen Breyer escribió una opinión concurrente, enfatizando su opinión de que la decisión se relacionaba solo con los piquetes y no tomó en consideración las publicaciones en línea de la Iglesia Bautista de Westboro que atacaron a la familia Snyder.

### La disidencia de Alito
El juez Samuel Alito fue el único juez disidente en este caso, comenzando su disidencia con: "Nuestro profundo compromiso nacional con el debate libre y abierto no es una licencia para el ataque verbal vicioso que ocurrió en este caso". Criticó severamente la conducta de la Iglesia escribiendo:

[Westboro no] cuestionó que su discurso fuera “de un carácter tan escandaloso y de un grado tan extremo como para ir más allá de todos los límites posibles de la decencia, y para ser considerado como atroz y absolutamente intolerable en una comunidad civilizada”. En cambio, Sostuvieron que la Primera Enmienda les dio una licencia para participar en tal conducta. Están equivocados.

Concluyó: "Para tener una sociedad en la que los asuntos públicos puedan ser debatidos abierta y vigorosamente, no es necesario permitir la brutalización de víctimas inocentes como peticionarios".
En un discurso de julio de 2011, el juez Ginsburg calificó la disidencia de Alito como "sentida" y dijo que "subrayaba la angustia incomparable sufrida por la familia Snyder", y señaló que "aunque ningún miembro de la Corte se unió a él, su opinión se alineó con los puntos de vista de muchos observadores de la corte, incluido uno de los más nuevos de la nación, el juez jubilado Stevens, [quien] recientemente le dijo al Consejo Federal de Abogados que 'se habría unido a la poderosa disidencia [del juez Alito]'". (El juez John Paul Stevens se había jubilado en 2010.)